# Rashada Williams
Rashada Williams (* 23. Februar 1997 in Jamaika) ist eine jamaikanische Cricketspielerin, die seit 2021 für das West Indies Women’s Cricket Team spielt.

## Aktive Karriere
Ihr Debüt in der Nationalmannschaft absolvierte sie auf der Tour gegen Pakistan im Juli 2021, bei der sie ihr erstes WODI absolvierte. Auf der folgenden Tour gegen Südafrika im September konnte sie mit 78* Runs im dritten WTwenty20 ihr erstes Half-Century erzielen. In der Folge hatte sie mehr Probleme Runs zu erzielen und konnte so nur wenige Runs auf den Touren in Pakistan im November 2021 und in Südafrika zu Beginn des Jahres 2022 erreichen. Im Februar 2022 wurde sie für den Women’s Cricket World Cup 2022 nominiert, konnte dort jedoch nicht herausstechen. Im Juni erhielt sie einen Entwicklungs-Vertrag bei den West Indies. Daraufhin absolvierte sie ihr erstes WTwenty20 im September 2022 gegen Neuseeland. Im Dezember gelangen ihr in der WODI-Serie gegen England ein Fifty über 54* Runs. Beim ICC Women’s T20 World Cup 2023 absolvierte sie alle vier Spiele der West Indies und konnte unter anderem gegen Pakistan 30 Runs erreichen.